# Dyskografia Krzysztofa Krawczyka
Dyskografia Krzysztofa Krawczyka – obejmuje zarówno płyty wydane z zespołem Trubadurzy, jak i dokonania solowe.

## Kariera solowa

### Albumy studyjne
| 1974                           | Byłaś mi nadzieją                                                      | –  | –                       |
| 1976                           | Rysunek na szkle                                                       | –  | - złota płyta           |
| 1977                           | Pieśni S. Jesienina                                                    | –  | –                       |
| 1977                           | Jak minął dzień                                                        | –  | - złota płyta           |
| 1979                           | Dla mojej dziewczyny                                                   | –  | –                       |
| 1979                           | Don’t Leave Me                                                         | –  | –                       |
| 1980                           | Good Ol’ Rock’n’Roll                                                   | –  | - złota płyta           |
| 1980                           | Niki w krainie techniki                                                | –  | –                       |
| 1982                           | From A Different Place                                                 | –  | –                       |
| 1987                           | Wstaje nowy dzień                                                      | –  | –                       |
| 1987                           | Country album                                                          | –  | –                       |
| 1989                           | My Road                                                                | –  | –                       |
| 1990                           | Co za cyrk                                                             | –  | –                       |
| 1991                           | Country na drogę                                                       | –  | –                       |
| 1991                           | Wszystko za disco                                                      | –  | –                       |
| 1992                           | A kiedy będziesz moją żoną                                             | –  | –                       |
| 1994                           | Gdy nam śpiewał Elvis Presley                                          | –  | - platynowa płyta       |
| 1995                           | Gdy nam śpiewał Elvis Presley 2                                        | –  | - złota płyta           |
| 1995                           | Canzone d’amore                                                        | –  | - ZPAV: złota płyta     |
| 1995                           | Krzysztof Krawczyk & weselni goście                                    | –  | –                       |
| 1995                           | No Boundaries                                                          | –  | –                       |
| 1997                           | Eastern Country Album                                                  | –  | –                       |
| 1997                           | Arrivederci moja dziewczyno                                            | –  | - złota płyta           |
| 1998                           | Jak przeżyć wszystko jeszcze raz                                       | –  | –                       |
| 1999                           | Polskie tango                                                          | –  | –                       |
| 1999                           | Amore mio                                                              | –  | –                       |
| 1999                           | Album jubileuszowy / Zawsze w drodze                                   | –  | –                       |
| 2000                           | To co dał nam los                                                      | –  | –                       |
| 2000                           | Zawsze w drodze                                                        | –  | –                       |
| 2001                           | Daj mi drugie życie (oraz Goran Bregović)                              | 2  | - ZPAV: złota płyta     |
| 2002                           | ...Bo marzę i śnię                                                     | 1  | - ZPAV: platynowa płyta |
| 2004                           | To, co w życiu ważne                                                   | 1  | - ZPAV: platynowa płyta |
| 2004                           | Mona Lisa – Amerykańskie piosenki cz. 1                                | 2  | - złota płyta           |
| 2005                           | The Shadow of Your Smile – Amerykańskie piosenki cz. 2                 | 13 | - złota płyta           |
| 2006                           | Tacy samotni                                                           | 2  | - ZPAV: złota płyta     |
| 2006                           | Pokochaj moje marzenia                                                 | –  | –                       |
| 2009                           | Warto żyć                                                              | –  | - ZPAV: złota płyta     |
| 2009                           | Nigdy nie jest za późno                                                | –  | –                       |
| 2011                           | Życie jak wino                                                         | 49 | –                       |
| 2012                           | Polski Songbook vol. 1 – Dlaczego dziś nie pisze nikt takich piosenek? | 33 | –                       |
| 2012                           | Polski Songbook vol. 2 – Nasze pokolenie                               | 41 | –                       |
| 2014                           | Pół wieku człowieku                                                    | –  | –                       |
| 2015                           | Tańcz mnie po miłości kres. Piosenki Leonarda Cohena                   | 19 | –                       |
| 2016                           | Duety                                                                  | 47 | –                       |
| 2017                           | Wiecznie młody. Piosenki Boba Dylana                                   | –  | –                       |
| 2018                           | Biało-Czerwoni! Przeboje kibica                                        | –  | –                       |
| 2020                           | Horyzont                                                               | 7  | –                       |
| 2022                           | Canzone d’amore                                                        | –  | –                       |
| „–” pozycja nie była notowana. |                                                                        |    |                         |

### Albumy koncertowe
| 1989                           | Koncert jubileuszowy 1 | –  | –             |
| 1989                           | Koncert jubileuszowy 2 | –  | –             |
| 1992                           | Live koncert           | –  | –             |
| 2003                           | Live                   | 24 | - złota płyta |
| „–” pozycja nie była notowana. |                        |    |               |

### Albumy świąteczne, pieśni oazowe i religijne
| 1987                           | Kolędy i pastorałki                          | 58 | –             |
| 1994                           | Kolędy i piosenki świąteczne                 | –  | –             |
| 1995                           | Piosenki świąteczne                          | –  | –             |
| 1995                           | Krzysztof Krawczyk śpiewa kolędy             | –  | –             |
| 1997                           | Ave Maria                                    | –  | –             |
| 1998                           | Najpiękniejsze polskie kolędy                | –  | –             |
| 1999                           | Ojcu Świętemu śpiewajmy                      | –  | - złota płyta |
| 2000                           | Kolędy polskie                               | –  | –             |
| 2000                           | Polskie kolędy                               | –  | –             |
| 2000                           | Kolędy na milenium                           | –  | –             |
| 2000                           | 2000 takich świąt                            | –  | –             |
| 2001                           | Najpiękniejsze polskie kolędy: Polskie perły | –  | –             |
| 2003                           | Piosenki na Święta                           | –  | –             |
| 2003                           | Prowadź nas                                  | –  | –             |
| 2004                           | Kolędy                                       | –  | –             |
| 2005                           | Konwój muszkieterów – kolędy                 | –  | –             |
| 2005                           | Ojcu Świętemu śpiewajmy                      | 30 | –             |
| 2008                           | 10 najpiękniejszych kolęd                    | –  | –             |
| 2009                           | Kolędy po góralsku                           | –  | –             |
| 2011                           | JP II. Abba Ojcze                            | –  | –             |
| „–” pozycja nie była notowana. |                                              |    |               |

### Kompilacje
| Rok  | Tytuł                                                          | Certyfikat          |
| ---- | -------------------------------------------------------------- | ------------------- |
| 1987 | Złote przeboje                                                 | –                   |
| 1987 | Krzysztof Krawczyk                                             | –                   |
| 1992 | Collection                                                     | –                   |
| 1993 | Największe przeboje                                            | –                   |
| 1993 | The Singles Album                                              | –                   |
| 1994 | Moje Przeboje                                                  | –                   |
| 1994 | Mój Koncert '94                                                | –                   |
| 1996 | Złote przeboje                                                 | –                   |
| 1997 | Złote przeboje: Zaufaj sercu                                   | –                   |
| 1998 | Ballady                                                        | –                   |
| 1998 | Złote Przeboje 1976-1998                                       | –                   |
| 1998 | Złote przeboje: Pokochaj moje marzenia                         | –                   |
| 1999 | Gold                                                           | –                   |
| 1999 | Złota kolekcja: Pamiętam ciebie z tamtych lat                  | - ZPAV: złota płyta |
| 1999 | Złote przeboje (wraz z zespołem Trubadurzy)                    | –                   |
| 1999 | Platynowa kolekcja: Złote przeboje                             | –                   |
| 2000 | Największe przeboje                                            | –                   |
| 2000 | Największe przeboje cz. 1                                      | –                   |
| 2000 | Największe przeboje cz. 2                                      | –                   |
| 2001 | Piosenki o miłości (album Krzysztofa Krawczyka)                | –                   |
| 2002 | Złote przeboje: Piosenki o miłości                             | –                   |
| 2003 | Najnowsze piosenki                                             | –                   |
| 2003 | Złote przeboje                                                 | –                   |
| 2003 | Krawczyk na karnawał                                           | –                   |
| 2003 | Cygańskie rytmy (Gwiazdy biesiadują)                           | –                   |
| 2004 | Bałkańsko-cygańskie rytmy                                      | –                   |
| 2004 | Jestem sobą                                                    | - platynowa płyta   |
| 2004 | The Best: Rysunek na szkle                                     | –                   |
| 2005 | Biesiada z Krawczykiem                                         | –                   |
| 2005 | Złota Kolekcja: Pamiętam ciebie z tamtych lat                  | –                   |
| 2005 | Amerykańskie piosenki                                          | –                   |
| 2005 | Na sylwestra i karnawał                                        | –                   |
| 2006 | Krzysztof Krawczyk – Special Edition                           | –                   |
| 2007 | Single                                                         | –                   |
| 2007 | Gwiazdy XX Wieku – Krzysztof Krawczyk                          | –                   |
| 2007 | Najpiękniejsze przeboje dla mamy                               | –                   |
| 2008 | Gwiazdy Polskiej Piosenki – Krzysztof Krawczyk                 | –                   |
| 2009 | Największe polskie przeboje. Lata 70 i 80 – Krzysztof Krawczyk | –                   |
| 2010 | The best of… Biesiada z Krzysztofem Krawczykiem cz. 1          | –                   |
| 2010 | The best of… Biesiada z Krzysztofem Krawczykiem cz. 2          | –                   |
| 2010 | The best of… Biesiada z Krzysztofem Krawczykiem cz. 3          | –                   |
| 2014 | Krzysztof Krawczyk na karnawał                                 | –                   |
| 2014 | Krzysztof Krawczyk śpiewa o miłości – Jesteś moją lady         | –                   |
| 2014 | Życie ma tak wiele barw                                        | –                   |
| 2015 | The Very Best of                                               | –                   |
| 2015 | Piosenki biesiadne                                             | –                   |
| 2015 | Pamiętam ciebie z tamtych lat                                  | –                   |
| 2015 | Życie jak wino                                                 | –                   |
| 2015 | Lubię polskie: Krzysztof Krawczyk – Przeboje                   | –                   |
| 2016 | Największe przeboje                                            | –                   |
| 2016 | Duety                                                          | –                   |
| 2018 | Empik prezentuje: Dobre bo polskie                             | –                   |
| 2019 | Legendy Polskiej Sceny Muzycznej: Krzysztof Krawczyk           | –                   |
| 2023 | Po prostu Krawczyk: Antologia przebojów                        | –                   |
|      | Krzysztof Krawczyk                                             | –                   |

### Ścieżki dźwiękowe, utwory w filmach
| Rok              | Tytuł                                      | Utwór                                                            | Uwagi                                                  | Źródło        |
| ---------------- | ------------------------------------------ | ---------------------------------------------------------------- | ------------------------------------------------------ | ------------- |
| 2012             | Krzesimir Dębski/Różni wykonawcy – Sztos 2 | - Pamiętam Ciebie z tamtych lat                                  | film fabularny, reżyseria: Olaf Lubaszenko             | [ 57 ] [ 58 ] |
| Utwory w filmach |                                            |                                                                  |                                                        |               |
| 1969             | Tylko umarły odpowie                       | - Luboczka                                                       | film fabularny; reżyseria: Sylwester Chęciński         | [ 58 ]        |
| 1978             | Próba ognia i wody                         | - Jak na imię miał ten dzień                                     | film fabularny; reżyseria: Włodzimierz Olszewski       | [ 58 ]        |
| 1979             | Ukryty w słońcu                            | - Byle było tak                                                  | film fabularny; reżyseria: Jerzy Trojan                | [ 58 ]        |
| 1980             | Bo oszalałem dla niej                      | - Wraca z daleka                                                 | film fabularny; reżyseria: Sylwester Chęciński         | [ 58 ]        |
| 1981             | Murmurando                                 | - Z tobą Ireno - Jak minął dzień - Zawsze zabierz Halinę         | film fabularny; reżyseria: Andrzej Barszczyński        | [ 58 ]        |
| 1981             | Fik-mik                                    | - Uśmiechem przywitaj dzień                                      | film fabularny; reżyseria: Marek Nowicki               | [ 58 ]        |
| 2002             | Edi                                        | - Gdy nam śpiewał Elvis Presley                                  | film fabularny; reżyseria: Piotr Trzaskalski           | [ 58 ]        |
| 2003             | Wampir                                     | - Tysiąc pięknych dziewcząt                                      | spektakl telewizyjny; reżyseria: Wojciech Tomczyk      | [ 58 ]        |
| 2003             | Na Wspólnej                                | - Na wspólnej                                                    | serial fabularny, reżyseria: różni reżyserzy           | [ 58 ]        |
| 2006             | Podróż                                     | - Jesteś moją lady                                               | film krótkometrażowy; reżyseria: Dariusz Glazer        | [ 58 ]        |
| 2007             | Oskarżeni. Śmierć sierżanta Karosa         | - Pamiętam ciebie z tamtych lat                                  | spektakl telewizyjny; reżyseria: Stanisław Kuźnik      | [ 58 ]        |
| 2010             | Made in Poland                             | - Pamiętam ciebie z tamtych lat - Rysunek na szkle - Lekarz dusz | spektakl telewizyjny; reżyseria: Przemysław Wojcieszek | [ 58 ]        |

### Inne
| Rok  | Tytuł | Certyfikat                 |
| ---- | --- | -------------------------- |
| 2007 | Leksykon Krzysztofa Krawczyka 1 – zawsze w drodze (Książka+CD; ISBN 978-83-7429-484-3)                   | - ZPAV: 2x platynowa płyta |
| 2007 | Leksykon Krzysztofa Krawczyka 2 – jak przeżyć wszystko jeszcze raz? (Książka+CD; ISBN 978-83-7429-485-0) | - ZPAV: złota płyta        |
| 2007 | Leksykon Krzysztofa Krawczyka 3 – nasz dom (Książka+CD; ISBN 978-83-7429-486-7)                          | - ZPAV: złota płyta        |
| 2007 | Leksykon Krzysztofa Krawczyka 4 – Mikołaju to już czas (Książka+CD; ISBN 978-83-7429-487-4)              | - ZPAV: złota płyta        |
| 2007 | Leksykon Krzysztofa Krawczyka 5 – życie jak wino (Książka+CD; ISBN 978-83-931701-0-4)                    | - ZPAV: złota płyta        |
| 2007 | Leksykon Krzysztofa Krawczyka 6 – kolędy (Książka+CD; ISBN 978-83-7429-489-8)                            | - ZPAV: złota płyta        |
| 2007 | Leksykon Krzysztofa Krawczyka 7 – sylwestrowa dyskoteka (Książka+CD; ISBN 978-83-7429-490-4)             | - ZPAV: złota płyta        |
| 2008 | Leksykon Krzysztofa Krawczyka 8 – polskie tango (Książka+CD; ISBN 978-83-7429-491-1)                     | - ZPAV: złota płyta        |
| 2008 | Leksykon Krzysztofa Krawczyka 9 – rock and roll party (Książka+CD; ISBN 978-83-7429-492-8)               | - ZPAV: złota płyta        |
| 2008 | Leksykon Krzysztofa Krawczyka 10 – w barwach latino (Książka+CD; ISBN 978-83-85670-71-1)                 | –                          |
| 2008 | Leksykon Krzysztofa Krawczyka 11 – światowe przeboje (Książka+CD; ISBN 978-83-85670-76-6)                | –                          |
| 2008 | Leksykon Krzysztofa Krawczyka 12 – zabawa w stylu folk (Książka+CD; ISBN 978-83-85670-81-0)              | –                          |
| 2008 | Leksykon Krzysztofa Krawczyka 13 – wszystko z czasem się zmienia (Książka+CD; ISBN 978-83-85670-86-5)    | –                          |
| 2008 | Leksykon Krzysztofa Krawczyka 14 – my cyganie (Książka+CD; ISBN 978-83-85670-91-9)                       | - ZPAV: złota płyta        |
| 2008 | Leksykon Krzysztofa Krawczyka 15 – country album (Książka+CD; ISBN 978-83-85670-62-9)                    | –                          |
| 2008 | Leksykon Krzysztofa Krawczyka 16 – rok 1989, o roku ów! (Książka+CD; ISBN 978-83-85670-67-4)             | –                          |
| 2008 | Leksykon Krzysztofa Krawczyka 17 – wiersze o miłości (Książka+CD; ISBN 978-83-85670-72-8)                | –                          |
| 2008 | Leksykon Krzysztofa Krawczyka 18 – australijski koncert (Książka+CD; ISBN 978-83-85670-77-3)             | –                          |
| 2008 | Leksykon Krzysztofa Krawczyka 19 – życia mała garść (Książka+CD; ISBN 978-83-85670-82-7)                 | –                          |
| 2008 | Leksykon Krzysztofa Krawczyka 20 – złote przeboje (Książka+CD; ISBN 978-83-85670-87-2)                   | –                          |

| 1976                           | Byle było tak / Parostatek / W przemijaniu dni / Rysunek na szkle                    | –  | –  |
| 1977                           | Pogubiłem drogi / Oczy Marii                                                         | –  | –  |
| 1977                           | Pamiętam ciebie z tamtych lat / Na szczęścia łut                                     | –  | –  |
| 1978                           | Jak minął dzień / Pamiętam ciebie z tamtych lat                                      | –  | –  |
| 1979                           | Never call it a day, Don’t say Goodbye                                               | –  | –  |
| 1979                           | Dzieciom                                                                             | –  | –  |
| 1979                           | Lola z Honolulu / On Jest Super-Superman                                             | –  | –  |
| 1980                           | Return To Sender / Put Your Head On My Shoulder                                      | –  | –  |
| 1980                           | Oh! Pretty Woman / Memphis Tennessee / Blue Suede Shoes / Can’t Help Falling in Love | –  | –  |
| 1980                           | To co dał nam świat / Już nie obejrzę się                                            | –  | –  |
| 1980                           | Never Call It A Day (Nikdy Není Konec) / Super Superman                              | –  | –  |
| 2000                           | Piękny dzień (wraz z Norbim)                                                         | 25 | –  |
| 2003                           | Weselne Preludium (Krzysztof Krawczyk Dla Ewy)                                       | –  | –  |
| 2004                           | Przytul mnie życie (gościnnie: Andrzej Piaseczny)                                    | 2  | 11 |
| 2014                           | Pół wieku człowieku (gościnnie: Ras Luta)                                            | –  | –  |
| 2018                           | Kto takie oczy ma?                                                                   | –  | –  |
| 2020                           | Dzwonię do wszystkich Pielęgniarek (w ramach akcji #Hot16Challenge2)                 | –  | –  |
| 2020                           | Horyzont                                                                             | –  | –  |
| Pośmiertnie                    |                                                                                      |    |    |
| 2021                           | Włoska miłość                                                                        | –  | –  |
| 2023                           | Cierpliwie żyj, aby żyć (gościnnie: Jarosław Weber)                                  | –  | –  |
| „–” pozycja nie była notowana. |                                                                                      |    |    |

| 2001                           | Mój przyjacielu (wraz z Goranem Bregovićem) | – | 1  | – | – | 42 | Daj mi drugie życie  |
| 2001                           | Płatna miłość (wraz z Goranem Bregovićem)   | – | 8  | – | – | –  | Daj mi drugie życie  |
| 2002                           | Bo jesteś ty                                | – | 1  | – | – | 29 | ...Bo marzę i śnię   |
| 2002                           | Jestem sobą                                 | – | 5  | – | – | –  | ...Bo marzę i śnię   |
| 2003                           | Mijamy                                      | – | 19 | – | – | –  | ...Bo marzę i śnię   |
| 2003                           | Chciałem być                                | – | 27 | – | – | –  | ...Bo marzę i śnię   |
| 2004                           | Lekarze dusz (gościnnie: Muniek Staszczyk)  | – | 1  | – | – | 42 | To, co w życiu ważne |
| 2004                           | Trudno tak (gościnnie: Edyta Bartosiewicz)  | 1 | 1  | 1 | 1 | 1  | To, co w życiu ważne |
| „–” pozycja nie była notowana. |                                             |   |    |   |   |    |                      |

## Trubadurzy
| Rok  | Tytuł               | Certyfikat    |
| ---- | ------------------- | ------------- |
| 1968 | Krajobrazy          | - złota płyta |
| 1969 | Ej Sobótka, Sobótka | - złota płyta |
| 1970 | Kochana             | - złota płyta |
| 1971 | Zaufaj sercu        | - złota płyta |
| 1973 | Będziesz ty         | - złota płyta |
| 1973 | Znowu razem         | - złota płyta |
|      | Byle łza            |               |